# Geresch muqdam
Geresch muqdam, auch Geresch mukdam, (hebräisch גֵּרֵשׁ מֻקְדָּם֝)  ֝  ist eine Trope (von jiddisch טראָפּ trop) in der jüdischen Liturgie und zählt zu den biblischen Satz-, Betonungs- und Kantillationszeichen Teamim, die im Tanach erscheinen.

## Varianten
| Geresch          | Geresch | Geresch          | Geresch | Geresch |
| ---------------- | ------- | ---------------- | ------- | ------- |
| Sof pasuq        | ֽ ׃      |                  | Paseq   | ׀       |
| Etnachta         | ֑        | Segol            | ֒        |         |
| Schalschelet     | ֓        | Zaqef qaton      | ֔        |         |
| Zakef gadol      | ֕        | Tipcha           | ֖        |         |
| Rewia            | ֗        | Zinnorit         | ֘        |         |
| Paschta          | ֙        | Jetiw            | ֚        |         |
| Tewir            | ֛        | Geresch          | ֜        |         |
| Geresch muqdam   | ֝        | Gerschajim       | ֞        |         |
| Qarne para       | ֟        | Telischa gedola  | ֠        |         |
| Pazer            | ֡        | Atnach hafuch    | ֢        |         |
| Munach           | ֣        | Mahpach          | ֤        |         |
| Mercha           | ֥        | Mercha kefula    | ֦        |         |
| Darga            | ֧        | Qadma            | ֨        |         |
| Telischa qetanna | ֩        | Jerach ben jomo  | ֪        |         |
| Ole we-Jored     | ֫ ֥       | Illuj            | ֬        |         |
| Dechi            | ֭        | Zarqa            | ֮        |         |
| Rewia gadol      | ֗        | Rewia mugrasch   | ֜ ֗       |         |
| Rewia qaton      | ֗        | Mahpach legarmeh | ֤ ׀      |         |
| Azla legarmeh    | ֨ ׀      | Kadma we-asla    | ֨ ֜       |         |
| Maqqef           | ־       | Meteg            | ֽ        |         |

Geresch muqdam wird auch Ṭères (טֶרֶס) genannt.

## Symbol
| Gerschajim | Geresch | Geresch muqdam |
| ---------- | ------- | -------------- |
| ֞           | ֜        | ֝               |

Das Symbol ist gleich wie das Symbol von Geresch. Im Gegensatz zu Geresch erscheint das Zeichen aber nicht direkt über dem betonten Buchstaben, sondern kurz vor dem Buchstaben.

## Etymologie
Das Wort Geresch bedeutet „Pause“, muqdam bedeutet: „verfrüht, vorzeitig“. Es bedeutet hier, dass das Symbol verfrüht erscheint (also schon vor dem betonten Buchstaben) und nicht wie sonst erst in der Mitte des betonten Buchstabens.